# Adolf Weiler
Adolf Weiler (Winterthur, 27 de dezembro de 1851 – 1 de maio de 1916) foi um matemático suíço.

## Formação e carreira
Após estudar no Instituto Federal de Tecnologia de Zurique foi para a Universidade de Göttingen e Universidade de Erlangen-Nuremberg, onde foi aluno de Alfred Clebsch e Felix Klein. Obteve um doutorado em 1874, orientado por Felix Klein, com a tese Über die verschiedenen Gattungen der Komplexe 2. Grades. Some years before, in 1872, he constructed a model of the Clebsch's diagonal surface.
Retornando para a Suíça foi professor de matemática do Ryffel Institute. Sua área principal de pesquisa foi geometria algébrica.